# Piripá
Piripá là một đô thị thuộc bang Bahia, Brasil. Đô thị này có diện tích 651,302 km², dân số năm 2007 là 20294 người, mật độ 31,2 người/km².